# Muminek (Okiennik Wielki)

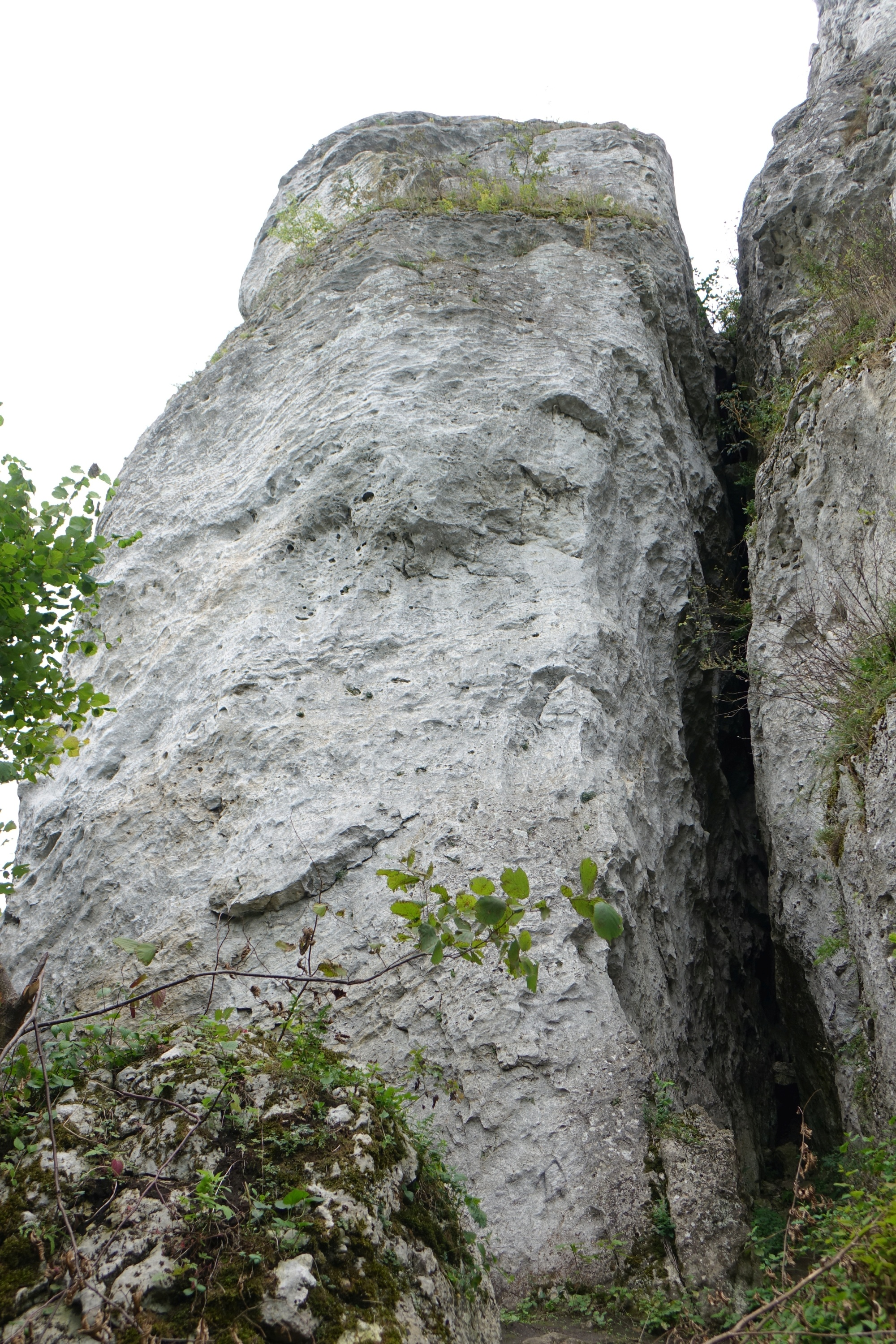
Muminek i Komin w Okienniku Wielkim

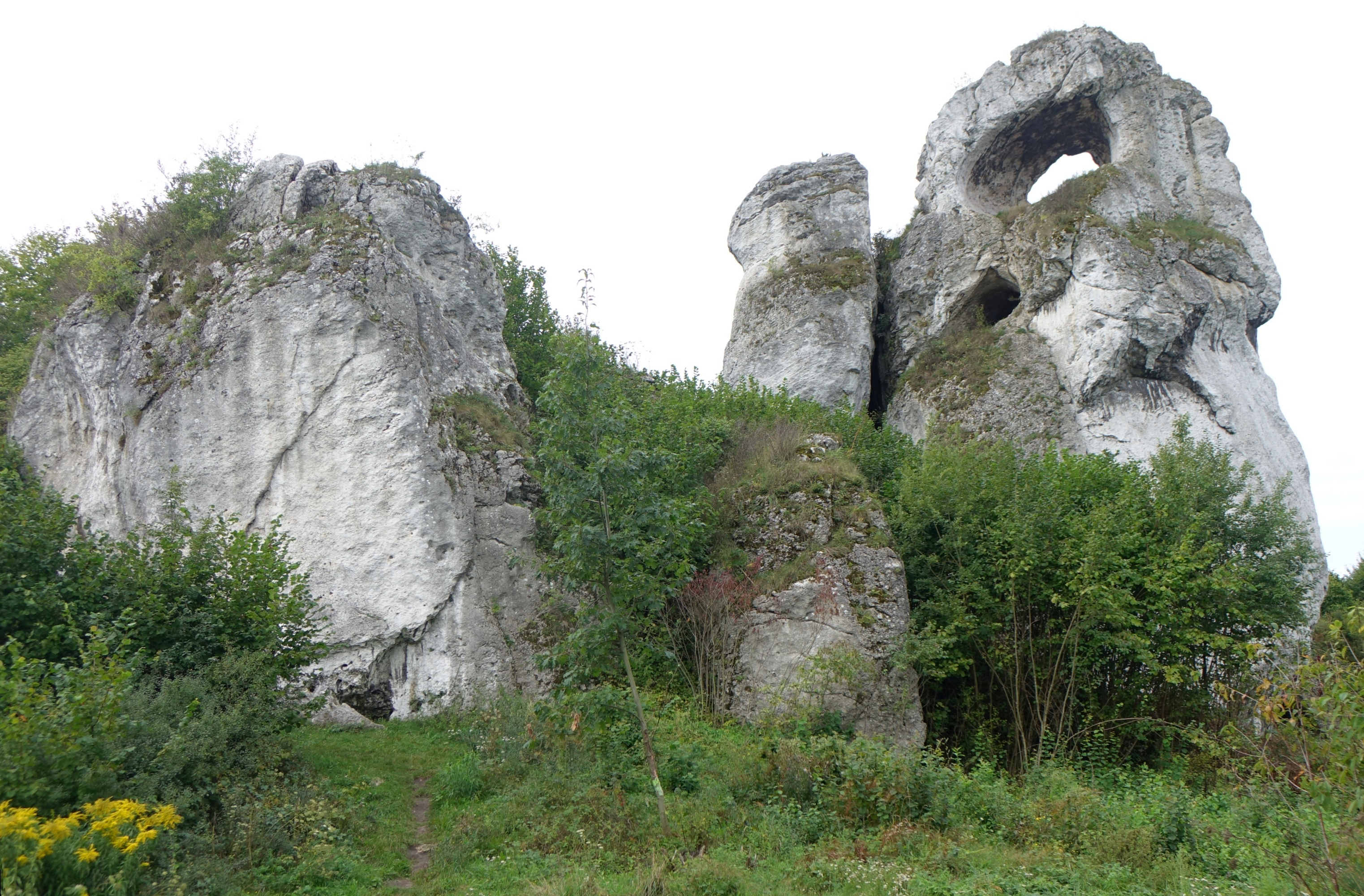
Wschodnia Grańka, Muminek i Okiennik

Muminek – skała w masywie Okiennika Wielkiego, zwanego też Okiennikiem Dużym lub Okiennikiem Skarżyckim. Znajduje się w granicach wsi Piaseczno w województwie śląskim, w powiecie zawierciańskim, w gminie Włodowice na Wyżynie Częstochowskiej.
Muminek znajduje się po południowej stronie Okiennika i oddzielony jest od niego Kominem w Okienniku Wielkim. Zbudowany jest z wapieni, ma wysokość 20 m i uprawiana jest na nim wspinaczka skalna.

## Drogi wspinaczkowe
Wśród wspinaczy skalnych Muminek ma średnią popularność. Jest na nim 8 dróg wspinaczkowych o trudności od IV do VI.5+ w skali polskiej. Na większości z nich zamontowano stałe punkty asekuracyjne: ringi (r) i stanowiska zjazdowe, na pozostałych wspinaczka tradycyjna (trad).
1. Ryski muminkowe; trad, IV
2. Muminek; 3r + st, VI+, 10 m
3. Cnotka Panna Migotka; 6r + st, VI.2, 18 m
4. Franky Turbo; 7r + st, VI.5/5+, 18 m
5. Projekt otwarty; 6r + st, 16 m
6. Niech się bida wścika; 5r + st, VI.5+, 16 m
7. Komin kosmonautów; st, trad, V, 17 m
8. Bańka mydlana o pastelowych barwach; 5r + st, 28 m, V+[2].